# 포켓몬 GO의 이벤트 목록
이 문서는 포켓몬 GO의 이벤트 목록이다.

## 커뮤니티 데이

### 2018년
- 1월 20일: 피카츄
- 2월 24일: 미뇽
- 3월 25일: 이상해씨
- 4월 15일: 메리프
- 5월 19일: 파이리
- 6월 16일: 애버라스
- 7월 8일: 꼬부기
- 8월 11~12일: 이브이
- 9월 22일: 치코리타
- 10월 21일: 메탕
- 11월 10일: 브케인
- 11월 30일~12월 3일: 종합

### 2019년
- 1월 12일: 리아코
- 2월 16일: 꾸꾸리
- 3월 23일: 나무지기
- 4월 13일: 아공이
- 5월 19일: 아차모
- 6월 8일: 게을로
- 7월 21일: 물짱이
- 8월 3일: 랄토스
- 9월 5일: 모부기
- 10월 12일: 톱치
- 11월 16일: 불꽃숭이
- 12월 14~15일: 종합

### 2020년
- 1월 19일: 팽도리
- 2월 22일: 뿔카노
- 3월 15일: 캐이시 (연기)
- 4월 25일: 캐이시
- 5월 24일: 도토링
- 6월 20일: 뿔충이
- 7월 19일: 고오스
- 8월 8일: 잉어킹
- 9월 20일: 폴리곤
- 10월 17일: 파이리
- 11월 21일: 마그마
- 12월 12일 ~ 13일: 종합

### 2021년
- 1월 16일: 알통몬
- 2월 7일: 로젤리아
- 3월 6일: 화살꼬빈
- 4월 11일: 주리비얀
- 5월 15일: 파비코
- 6월 6일: 딥상어동
- 7월 3일: 뚜꾸리
- 8월 14 ~15일: 이브이
- 9월 19일: 수댕이
- 10월 9일: 해골몽
- 11월 21일: 꼬링크
- 12월 17 ~ 18일: 종합